# Maarten Stekelenburg
Maarten Stekelenburg (nascut a Haarlem, Països Baixos, el 30 de novembre del 1982), és un exfutbolista professional neerlandès que jugava com a porter. Stekelenburg també ha jugat per la selecció neerlandesa des del 2004.